# Vierre
De Vierre is een rivier in de Belgische provincie Luxemburg, die ontspringt in Neufchâteau en te Jamoigne uitmondt in de Semois op een hoogte van 315 meter.
Even voorbij Suxy in het woud van Chiny werd een stuwdam gebouwd op de rivier om een hydro-elektrische centrale aan te drijven. De betonnen dam is 12 meter hoog en 131 meter lang en het stuwmeer beslaat een oppervlakte van 35 hectare.

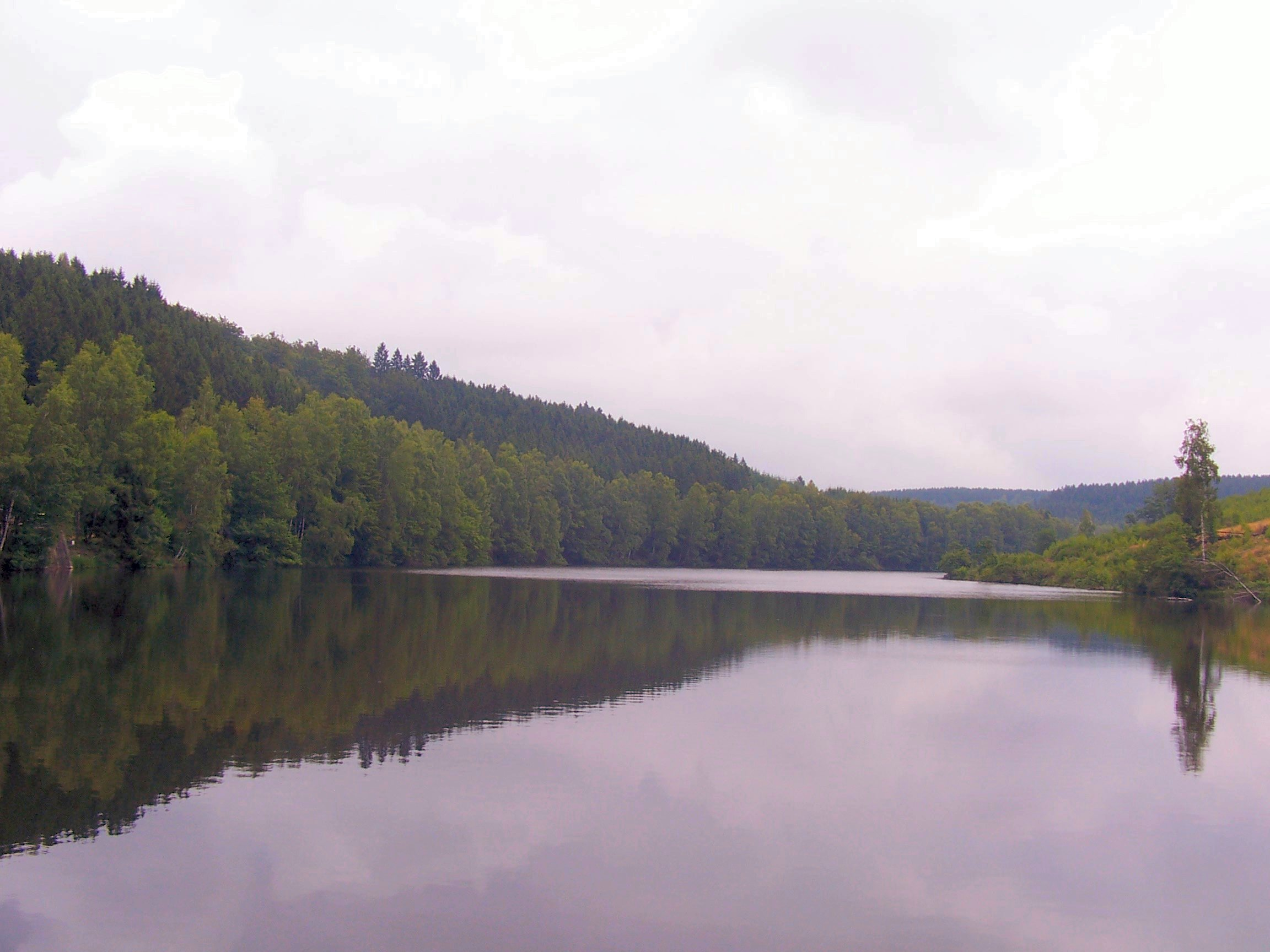
Meer van de Vierre